# Gråsjälgrundet (Luleå)
Gråsjälgrundet  is een rotseiland in de Lule-archipel. Het ligt drie kilometer ten zuidoosten van Germandön en heeft geen oeververbinding. Er staan een paar kleine huizen. Het hoort bij het Bådan Natuurreservaat.
De Lule-archipel ligt in het noorden van de Botnische Golf en hoort bij Zweden.